# Ahmadou Kourouma

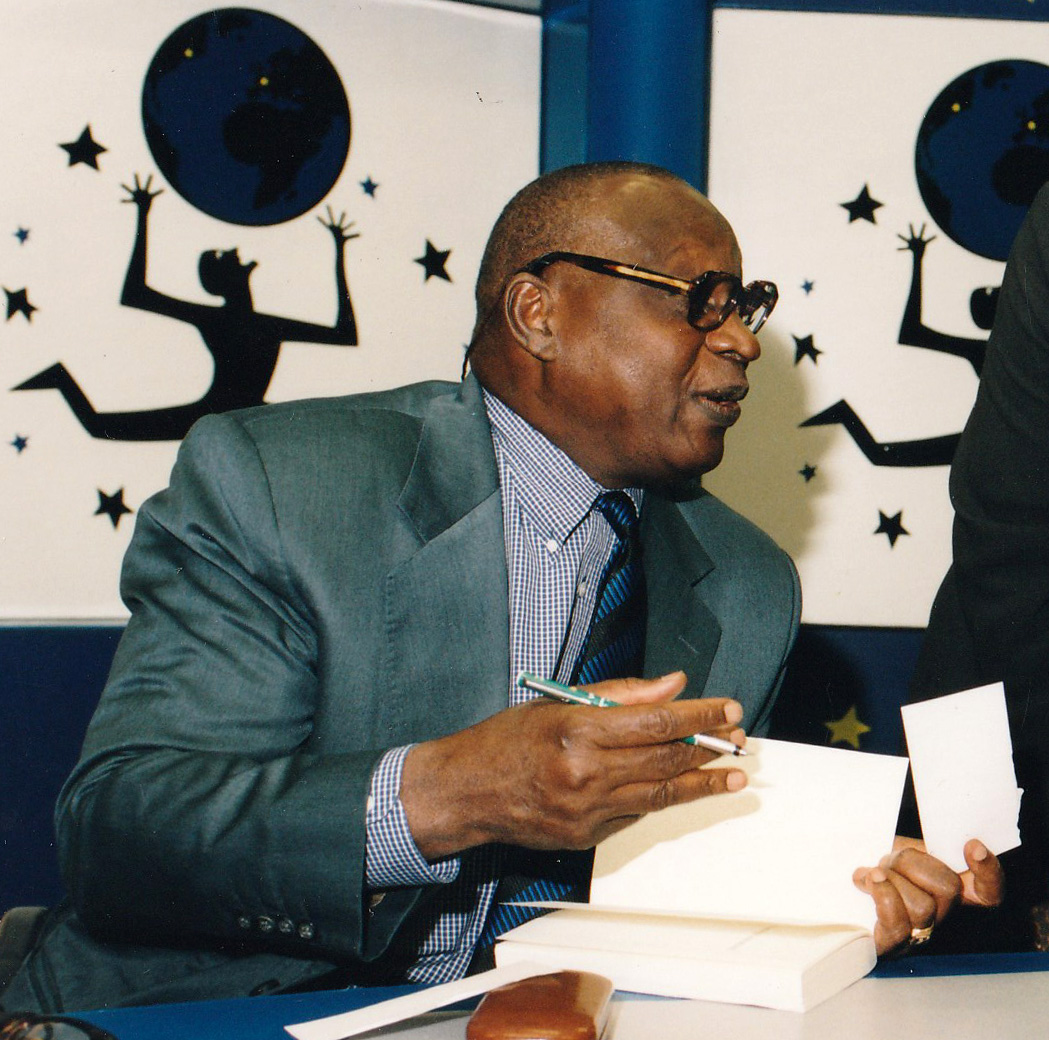
Ahmadou Kourouma

Ahmadou Kourouma (* 24. November 1927 in Togobala oder Boundiali, Elfenbeinküste (Côte d’Ivoire); † 11. Dezember 2003 in Lyon) war ein ivorischer Schriftsteller.

## Leben
Ahmadou Kourouma wurde 1927 in Togobala oder Boundiali – im Norden der Elfenbeinküste – als Sohn einer muslimischen Kaufmannsfamilie geboren. Er besuchte die französische Schule in Bamako (Mali). Weil er an einem Schülerprotest teilnahm, wurde er von der Schule verwiesen. Als er sich weigerte, seinen Militärdienst in Algerien abzuleisten, wurde er nach Indochina strafversetzt. Nach seiner Militärzeit studierte Kourouma in Lyon Mathematik und arbeitete nach dem Abschluss als Versicherungsmathematiker erneut in der Elfenbeinküste.
1963 verfasste Kourouma sein erstes und einziges Theaterstück: Le diseur de vérité. Es wurde jedoch nach der Uraufführung in Abidjan sofort abgesetzt. Kourouma fiel in Ungnade beim Präsidenten von Côte d’Ivoire, Félix Houphouët-Boigny, kam zuerst ein paar Monate ins Gefängnis und musste anschließend im Exil in Algerien (1964–1969), Kamerun (1974–1984) und Togo (1984–1994) leben, bevor er zurückkehren durfte.
1970 veröffentlichte er seinen ersten Roman, Le Soleil des indépendances, der ihm umgehend viel Beachtung einbrachte. Aber erst Anfang der 1990er-Jahre wandte sich Kourouma wieder dem Schreiben zu und bestätigt mit diesem und seinen nachfolgenden Werken den Ruf, ein kritischer Zeuge des modernen Afrikas zu sein. Im Jahr 1990 wurde er für den zweiten Roman, Monnè, outrages et défis, mit dem Grand Prix littéraire de l’Afrique noire ausgezeichnet. 2000 erhielt er den Prix Renaudot und den Prix Goncourt des lycéens für Allah n’est pas obligé.
2003 starb Kourouma im Alter von 76 Jahren in Lyon. Sein unvollendetes Werk Quand on refuse, on dit non, in dem er sich mit den internen Konflikten seiner Heimat auseinandersetzte, erschien postum 2004.
Seit 2004 wird jährlich ein Preis, der Prix Ahmadou Kourouma vom Internationalen Salon des Buches und der Presse in Genf verliehen. Ausgezeichnet wird ein Roman oder Essay, der sich mit Afrika südlich der Sahara befasst.

## Literarisches Werk
Seine literarischen Themen und sein Stil machen Ahmadou Kourouma zu einem bedeutenden Autor des zeitgenössischen Afrikas.
Er ist einer der ersten afrikanischen Schriftsteller, der nicht der Négritude angehört. Nicht die positive Betonung afrikanischer Werte ist Thema in Kouroumas Werk, sondern das Spiegeln der zeitgenössischen Probleme Afrikas von ihrer Vergangenheit bis zur Gegenwart, von ihren externen Verursachern bis zu ihren inneren. So ist zum Beispiel der Roman En attendant le vote des bêtes sauvages an die blutige Biographie des ehemaligen Staatschefs Togos, Gnassingbé Eyadéma, angelehnt. In Allah n’est pas obligé erzählt er von einem Kind, das an den ethnischen Konflikten in Sierra Leone und Liberia als Kindersoldat teilnimmt. Der Autor setzt sich dabei kritisch mit allen derzeitigen afrikanischen Identitäten auseinander, seien es die afrikanische Tradition oder die übernommenen westlichen Normen.
Zweites wichtiges Merkmal in Kouroumas Werk ist die Sprache. Seine Aufgabe beschrieb er dabei wie folgt: „Ich übersetze Malinke in Französisch und gebe dabei das Französisch auf, um den afrikanischen Rhythmus zu finden und wiederherzustellen.“ Tief verwurzelt in der Herkunft des Volkes der Malinke greift er zu den Stilmitteln afrikanischer Erzähltraditionen wie der der Griots. So fließen Sprichwörter in seine Erzählungen ein. Die Literatursprache ist nahe der mündlichen Rede.

## Werke
- Der Fürst von Horodougou. Rütten & Loening, Berlin 1978. (Original Les Soleils des indépendances, deutsche Neuauflage 2004 als Der letzte Fürst).
- Monnè: Schmach und Ärger. Diaphanes, 2013, ISBN 978-3-03734-323-4. (Originaltitel: Monnè, outrages et défis, Seuil, Paris 1990, ISBN 2-02-034964-7.)
- Le Diseur de vérité. Acoria, Paris 1998, ISBN 2-912525-14-4. (Theaterstück)
- Yacouba, le chasseur africain. Gallimard-Jeunesse, Paris 1998, ISBN 2-07-052168-0.
- Le chasseur, héros africain. Grandir, Orange 1999, ISBN 2-84166-124-5.
- Le Griot, homme de paroles. Grandir, Orange 1999, ISBN 2-84166-125-3.
- Die Nächte des großen Jägers. Unionsverlag 2002, ISBN 3-293-20236-5. (Original En attendant le vote des bêtes sauvages, Paris 1998 ISBN 2-02-033142-X)
- Allah muss nicht gerecht sein. 2. Aufl. Goldmann, 2004 ISBN 3-442-45732-7 (Original Allah n'est pas obligé. Paris 2002 ISBN 2-02-052571-2)
- Quand on refuse, on dit non. Seuil, Paris 2004 ISBN 2-02-068022-X (Unvollendet)